# João Blázquez de Ávila

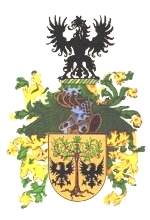
Brasão de um ramo da família Ávila dos Açores.

João Blázquez de Ávila ou Juan Blázquez Dávila (1250 -?) foi um nobre espanhol. Foi o primeiro senhor de Cardiel de los Montes e de Navamorcuende no município da Espanha na província de Toledo, comunidade autónoma de Castilla-La Mancha.

## Relações familiares
Foi filho de Blasco Fortun de Ávila (1230 - 1262) e de Enderazo Blasco (c. 1230 -?). De uma Senhora cujo nome a história não regista teve:
1. Blasco Ximeno de Ávila (Castela, Ávila, 1270 - ?) casou com Maria Blázquez (1270 -?),
2. Miguel de Ávila,
3. João Blázquez de Ávila